# Димитър Пасков – Тигъра
Димитър Пасков – Тигъра е български кларинетист, изпълнител на българска народна музика.
Роден е през 1949 година във Върбица в циганско семейство на музикант. По време на военната си служба свири в Ансамбъла на Строителни войски в София, а след уволнението си в продължение на десетилетия работи с акордеониста Трайчо Синапов, с когото правят множество записи за Радио „София“ и „Балкантон“. Силно повлиян от Петко Радев, той се налага като един от водещите български кларинетисти на 70-те години и оказва влияние върху кларинетното свирене в сватбарската музика през следващите десетилетия.